# 이주현 (배드민턴 선수)
이주현(영어: Lee Joo-hyun, 1974년 3월 13일~)은 미국의 배드민턴 선수이다. 본래 대한민국 선수로 활동했지만 미국 대표 선수로 뛰기 위해서 미국으로 귀화했다.